# Lijst van voetbalinterlands Australië - Nigeria
Deze lijst van voetbalinterlands is een overzicht van alle officiële voetbalwedstrijden tussen de nationale teams van Australië en Nigeria. De landen speelden tot op heden een keer tegen elkaar, een vriendschappelijke interland op 17 november 2007 in Londen (Verenigd Koninkrijk).

## Wedstrijden
| № | Plaats | Datum            | Competitie        | Wedstrijd           | Uitslag |
| - | ------ | ---------------- | ----------------- | ------------------- | ------- |
| 1 | Londen | 17 november 2007 | Vriendschappelijk | Australië – Nigeria | 1 – 0   |

## Samenvatting
| Competitie        | Totaal gespeeld | Winst Australië | Gelijk | Winst Nigeria | Doelsaldo Australië – Nigeria |
| ----------------- | --------------- | --------------- | ------ | ------------- | ----------------------------- |
| Vriendschappelijk | 1               | 1               | 0      | 0             | 1 − 0                         |
| Totaal            | 1               | 1               | 0      | 0             | 1 − 0                         |

Wedstrijden bepaald door strafschoppen worden, in lijn met de FIFA, als een gelijkspel gerekend.